# Васил Методијев
Васил Методијев (буг. Васил Методиев; 6. јануар 1935 — 29. јул 2019) био је бугарски фудбалер и фудбалски тренер. Играо је у везном реду. Наступао је за репрезентацију Бугарске на Светском првенству 1966. У три наврата је био тренер Левског из Софије и освојио три првенства Бугарске и два купа Бугарске.